# AEW All Out
AEW All Out — это ежегодное рестлинг-шоу, проводимое All Elite Wrestling (AEW). Шоу проходит накануне национального праздника США день труда, в конце лета, начале осени начиная с 2019 года. Первое Pay-per-view All Out стала неким продолжением независимого не от какого промоушна шоу All In прошедшего 1 сентября 2018 года. Успех мероприятия послужил к созданию нового промоцшена AEW в январе 2019 года. Шоу входит в число «Большой четверки» PPV от AEW, наряду с AEW Double or Nothing, AEW Full Gear и AEW Revolution.

## История
Первое мероприятие All Out состоялось 31 августа 2019 года на арене Sears Centre Arena в пригороде Чикаго, штаты Иллинойс, в Хоффман-Эстейтс. Pay-per-view стало продолжение независимого мероприятия All In прошедшего 1 сентября 2018 года, которое состоялось на той же арене. Успех шоу подтолкнул к созданию нового промоушна All Elite Wrestling.
Второе мероприятие All Out состоялось 5 сентября 2020 года и стало ежегодным PPV. Изночально шоу должно было пройти на той же арене, но из за введённых ограничений связанных с пандемией COVID-19 было перенесено на домашнюю арену AEW Daily's Place в город Джэксонвилл, штат Флорида. Из за послабления ограничений на проведение мероприятий с большим количеством народу AEW начали допускать ограниченное количество фанатов, хотя были приняты меры по дистанции, а арена была заполнена на 15 %.
Третье PPV состоялось 5 сентября 2021 года и прошло на первоначальной площадке Sears Centre Arena. Шоу стало первым PPV которое состоялось не на арене Daily's Place, с момента начала пандемии COVID-19.
Главным PPV промоушна считается AEW Double or Nothing, несмотря на это координатор проекта и рефери на одном из подкастов AEW Unrestricted Обри Эдвардс назвала именно All Out главным шоу года. Президент и генеральный директор AEW Тони Хан назвал All Out одним из «большой четверки» PPV промоушена, (четыре крупнейших шоу за год выпускаемых ежеквартально), наряду с AEW Double or Nothing, AEW Full Gear и AEW Revolution.

## Даты и места проведения
| №                                 | Шоу            | Дата                 | Город                          | Место проведения   | Главное событие                                                     | Ссылки |
| --------------------------------- | -------------- | -------------------- | ------------------------------ | ------------------ | ------------------------------------------------------------------- | ------ |
| 1                                 | All Out (2019) | 31 августа 2019 года | Хоффман-Эстейтс, Иллинойс, США | Sears Centre Arena | Крис Джерико против Адама Пейджа, за первое чемпионство мира AEW    | [ 16 ] |
| 2                                 | All Out (2020) | 5 сентября 2020 года | Джэксонвилл, Флорида, США      | Daily's Place      | Джон Моксли (с) против MJF, за титул чемпиона мира AEW              | [ 11 ] |
| 3                                 | All Out (2021) | 5 сентября 2021 года | Хоффман-Эстейтс, Иллинойс, США | Now Arena          | Кенни Омега (с) против Кристиана Кейджа, за титул чемпиона мира AEW | [ 13 ] |
| 4                                 | All Out (2022) | 4 сентября 2022 года | Хоффман-Эстейтс, Иллнойс, США  | Now Arena          | Джон Моксли (с) против СМ Панка, за титул чемпиона мира AEW         | [ 17 ] |
| (c) — чемпион на момент поединка. |                |                      |                                |                    |                                                                     |        |

## Результаты

### All Out 2019
All Out 2019 было первым PPV All Out в истории. Шоу проходило 31 августа 2019 года в Хоффман-Эстейтс штат Иллинойс, США в Sears Centre Arena.
| №                                 | Матч | Тип матча | Время | Ссылки |
| --------------------------------- | --- | --- | ----- | ------ |
| Kick Off                          | Найла Роуз победила, устранив последнюю участницу Бритт Бейкер                                                                      | Матч Casino Battle Royale с 21 участницей, за первое претендентство, за титул чемпиона мира AEW среди женщин, на первом выпуске AEW Dynamite против победителя матча Рихо против Хикару Шиды | 20:50 | [ 20 ] |
| Kick Off                          | Private Party (Исайя Кэссиди и Марк Куин) победили Гибрид 2 (Анхелико и Джека Эванса)                                               | Командный матч | 11:30 | [ 20 ] |
| 1                                 | SoCal Uncensored (Кристофер Дэниелс, Фрэнки Казарян и Скорпио Скай) победили Юрский Экспресс (Джангл Боя, Лучазавра и Марко Станта) | Командный матч с шестью участниками | 11:50 | [ 20 ] |
| 2                                 | Пак победил Кенни Омегу | Одиночный матч | 23:30 | [ 20 ] |
| 3                                 | Джимми Хэвок победил Дарби Аллина и Джои Джанелу                                                                                    | Трёхсторонний матч Cracker Barrel Clash | 15:10 | [ 20 ] |
| 4                                 | Тёмный Орден (Ивил Уно и Стю Грейсон) победили Лучших друзей (Чака Тейлора и Трента Беретту)                                        | Командный матч, в счёт первого раунда турнира, за титул командных чемпионов мира AEW | 13:40 | [ 20 ] |
| 5                                 | Рихо победила Хикару Шиду | Одиночный матч, за первое претендентство, за титул чемпиона мира AEW среди женщин, на первом выпуске AEW Dynamite против Найлы Роуз                                                          | 13:40 | [ 20 ] |
| 6                                 | Коди c (MJF) победил Шон Спирса с (Талли Бланшаром)                                                                                 | Одиночный матч | 19:10 | [ 20 ] |
| 7                                 | Луча Братья (Рей Феникс и (Пентагон) (с) победили Янг Бакс (Мэтта Джексона и Ника Джексона)                                         | Командный лестничный матч, за титул командных чемпионов мира AAA | 24:12 | [ 20 ] |
| 8                                 | Крис Джерико победил Адама Пейджа                                                                                                   | Одиночный матч, за первое чемпионство мира AEW | 26:25 | [ 20 ] |
| (c) — чемпион на момент поединка. | | |       |        |

### All Out 2020
All Out 2020 было вторым PPV All Out. Шоу проходило 5 сентября 2020 года в Джэксонвилле штат Флорида, Соединённые Штаты Америки в Daily's Place.
| №                                 | Матч | Тип матча                                                                                         | Время | Ссылки |
| --------------------------------- | --- | ------------------------------------------------------------------------------------------------- | ----- | ------ |
| Kick Off                          | Джои Джанела с (Сонни Кисс) победил Серпентико с (Лютером) | Одиночный матч                                                                                    | 7:35  | [ 24 ] |
| Kick Off                          | Private Party (Исайя Кэссиди и Марк Куин) победили Тёмный Орден (Алекса Рейнолдса и Джона Сильвера)                                                                                           | Командный матч                                                                                    | 10:25 | [ 24 ] |
| 1                                 | Биг Свол победила Бритт Бейкер с (Ребел) | Матч в стом клинике Бритт Бейкер с удержанием где угодно                                          | 10:00 | [ 24 ] |
| 2                                 | Янг Бакс (Мэтт Джексон и Ник Джексон) победили Юрский Экспресс (Джангл Боя и Лучазавра) с (Марко Стантом)                                                                                     | Командный матч                                                                                    | 14:50 | [ 24 ] |
| 3                                 | Лэнс Арчер победил, устранив последнего участника Эдди Кингстона | Матч Casino Battle Royale с 21 участником, за первое претендентство, за титул чемпиона мира AEW   | 22:15 | [ 24 ] |
| 4                                 | Мэтт Харди победил Сэмми Гевару | Матч Broken Rules с отсчётом до 10 Если Харди проигрывает, он должен покинуть All Elite Wrestling | 9:00  | [ 24 ] |
| 5                                 | Хикару Шида (с) победила Тандер Розу | Одиночный матч, за титул чемпиона мира AEW среди женщин                                           | 17:00 | [ 24 ] |
| 6                                 | Мэтт Кардона, Скорпио Скай и Кошмарная семья (Дастин Роудс и Кью.Ти. Маршалл) c (Элли и Брэнди Роудс) победили Тёмный Орден (Броди Ли, Кольта Кабану, Ивил Уно и Стю Грейсона) с (Анной Джей) | Командный матч с восемью участниками                                                              | 15:10 | [ 24 ] |
| 7                                 | FTR (Кэш Уиллер и Дакс Харвуд) с (Талли Бланшаром) победили Кенни Омегу и Адама Пейджа (с) | Командный матч, за титул командных чемпионов мира AEW                                             | 29:40 | [ 24 ] |
| 8                                 | Орандж Кэссиди победил Криса Джерико | Матч Mimosa Mayhem Победа достигается тогда, когда противни упал в сосуд с мимозой                | 15:15 | [ 24 ] |
| 9                                 | Джон Моксли (c) победил MJF с (Вардлоу) | Одиночный матч, за титул чемпиона мира AEW Моксли запрещено использовать приём Смена парадигмы    | 23:40 | [ 24 ] |
| (c) — чемпион на момент поединка. | |                                                                                                   |       |        |

### All Out 2021
All Out 2021 было третьим PPV All Out. Шоу проходило 5 сентября 2021 года в Хоффман-Эстейтс штат Иллинойс, Соединённые Штаты Америки в Sears Centre Arena.
| №                                 | Матч | Тип матча | Время | Ссылки |
| --------------------------------- | --- | --- | ----- | ------ |
| Kick Off                          | Лучшие друзья (Кэссиди Орандж, Чак Тейлор и Уилер Юта) и Юрский Экспресс (Джангл Бой и Лучазавр) победили Семейный офис Харди (Мэтта Харди, Private Party (Исайя Кэссиди и Марка Куина)) и Гибрид 2 (Анхелико и Джека Эванса) | Командный матч с десятью участниками                                                                         | 9:26  | [ 27 ] |
| 1                                 | Миро (с) победил Эдди Кингстона | Одиночный матч, за титул чемпиона TNT AEW                                                                    | 13:29 | [ 27 ] |
| 2                                 | Джон Моксли) победил Сатоши Кодзиму | Одиночный матч                                                                                               | 11:52 | [ 27 ] |
| 3                                 | Доктор Бритт Бейкер (с) с (Джейми Хейтер и Ребел) победила Крис Статландер с (Орандж Кэссиди) | Одиночный матч, за титул чемпиона мира AEW среди женщин                                                      | 11:31 | [ 27 ] |
| 4                                 | Луча Братья (Рей Феникс и Пента Эль Зеро М) с (Алексом Абрахантесом) победили Янг Бакс (Мэтта Джексона и Ника Джексона) (с) с (Брэндоном Катлером)                                                                            | Матч Steel Cage, за титул командных чемпионов мира AEW                                                       | 21:56 | [ 27 ] |
| 5                                 | Руби Сохо победила, устранив последнюю участницу Тандер Розу | Матч Casino Battle Royale с 21 участницей, за первое претендентство, за титул чемпиона мира AEW среди женщин | 22:02 | [ 27 ] |
| 6                                 | Крис Джерико победил MJF | Одиночный матч Если бы Джерико проиграл, он должен был закончить карьеру рестлера.                           | 20:55 | [ 27 ] |
| 7                                 | Си Эм Панк победил Дарби Аллиа | Одиночный матч                                                                                               | 16:44 | [ 27 ] |
| 8                                 | Пол Уайт победил Кью.Ти. Маршалла с (Аароном Соло и Ником Коморото) | Одиночный матч                                                                                               | 3:02  | [ 27 ] |
| 9                                 | Кенни Омега (с) с (Доном Каллисом) победил Кристиана Кейджа | Одиночный матч, за титул чемпиона мира AEW                                                                   | 21:01 | [ 27 ] |
| (c) — чемпион на момент поединка. | | |       |        |

### Комментарии
1. ↑  Командное чемпионство мира AAA защищалось на шоу в рамках партнёрский отношений Lucha Libre AAA Worldwide и All Elite Wrestling